# Nenciulești
Nenciulești è un comune della Romania di 2 652 abitanti, ubicato nel distretto di Teleorman, nella regione storica della Muntenia. 
Il comune è formato dall'unione di due villaggi: Nenciulești e Păru Rotund.
Nenciulești è divenuto comune autonomo nel 2004, staccandosi dal comune di Mavrodin.